# Colombotte
Colombotte is een gemeente in het Franse departement Haute-Saône (regio Bourgogne-Franche-Comté) en telt 62 inwoners (2011). De plaats maakt deel uit van het arrondissement Vesoul en ligt tussen de plaatsen Saulx en Calmoutier, ongeveer 12 kilometer ten oosten van Vesoul.
Het dorpje ligt aan de Colombine, en zijriviertje van de Saône. In het dorp staat een kerkgebouw, maar deze wordt niet meer als gebedshuis gebruikt. De kerk herbergt tegenwoordig het gemeentehuis op de benedenverdieping en een woonhuis op de eerste etage. Naast de kerk staat een chambres d'hotes met Nederlandse eigenaren.

## Geografie
De oppervlakte van Colombotte bedraagt 4,5 km², de bevolkingsdichtheid is dus 13,8 inwoners per km².

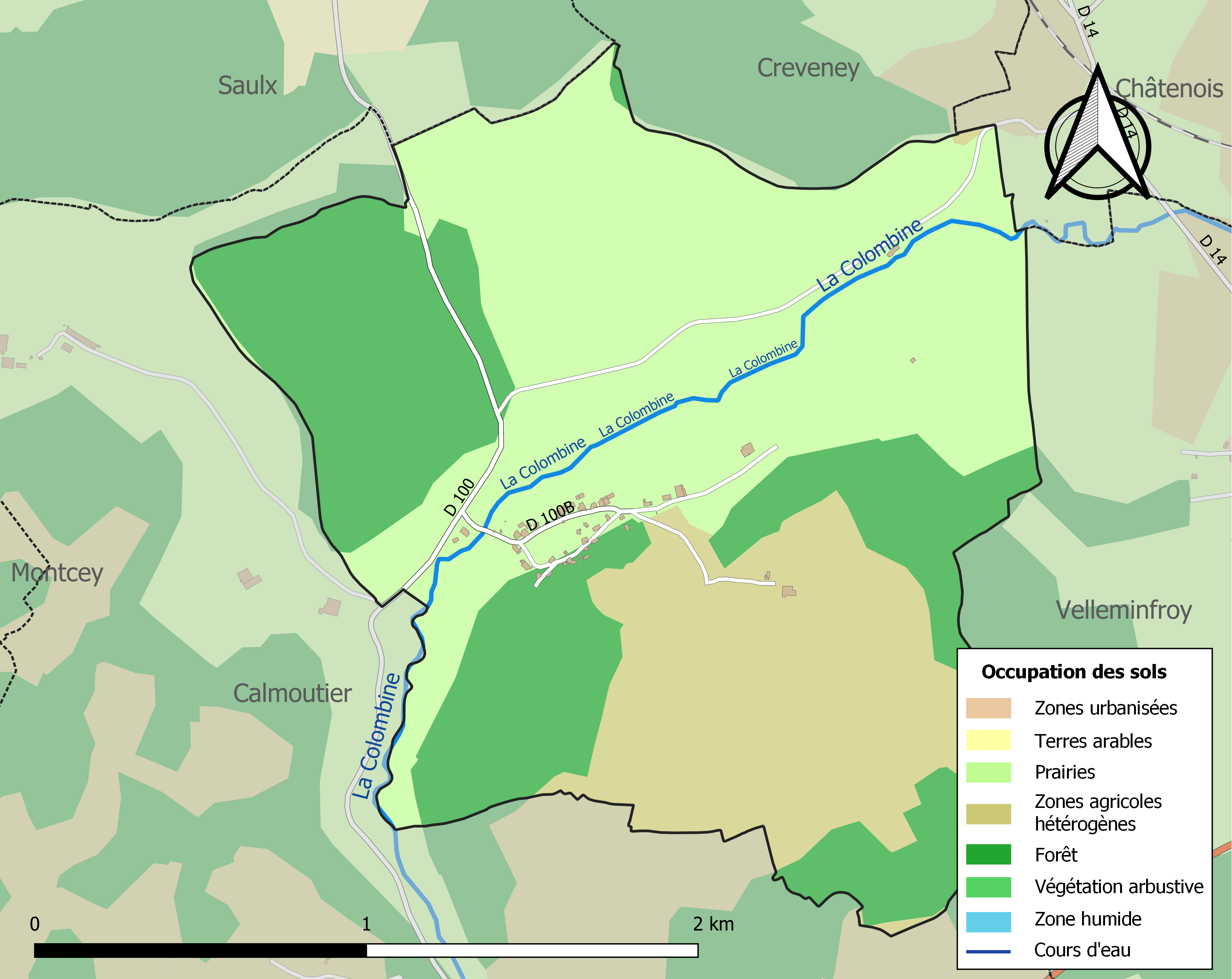
Kaart van de gemeente met de belangrijkste infrastructuur, bodemgebruik en omliggende gemeenten

## Demografie
Onderstaande figuur toont het verloop van het inwonertal (bron: INSEE-tellingen).

## Externe links

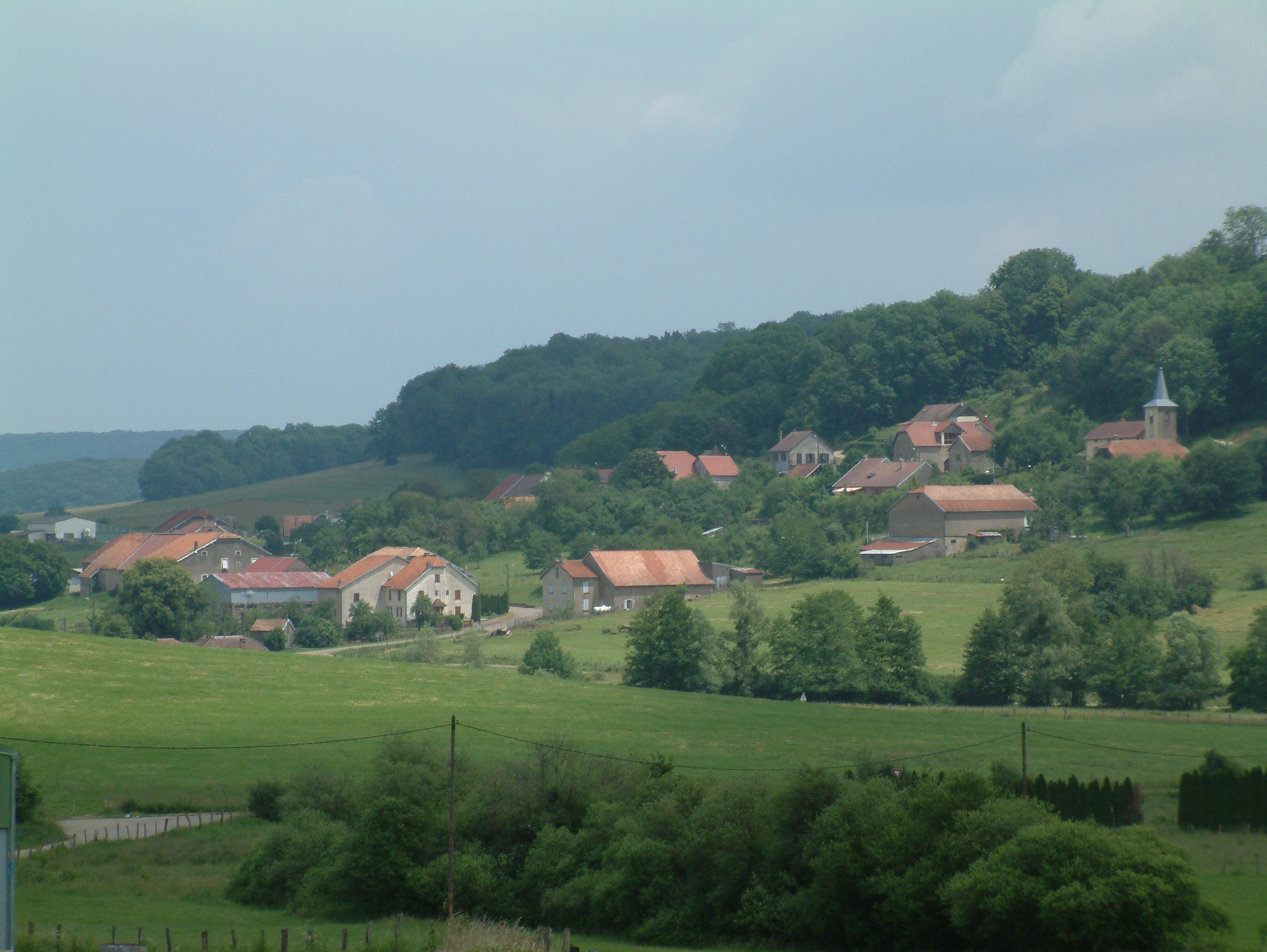
Overzicht over het dorp